# Achyra bifidalis
Achyra bifidalis là một loài bướm đêm trong họ Crambidae.